# Leicy Santos
Leicy María Santos Herrera (Santa Cruz de Lorica, 16 maggio 1996) è una calciatrice colombiana, centrocampista del Washington Spirit e della nazionale colombiana.

## Carriera

### Nazionale
Nel 2012 la Federazione calcistica della Colombia la convoca per indossare la maglia della formazione under 17 in occasione del campionato sudamericano di Bolivia 2012, siglando in quell'occasione tre reti e giocando tutti i sette incontri disputati dalla sua nazionale che conclude la fase finale, con una vittorie e due sconfitte, al terzo posto, risultato che garantisce alla Colombia l'accesso alla fase finale del Mondiale di Azerbaigian 2012. Santos è nuovamente inserita in rosa, disputando tutti i tre incontri della fase a gironi e dove la sua nazionale, inserita nel gruppo A con Azerbaigian, Canada e Nigeria, vincendo solo l'incontro con la formazione del paese organizzatore non riesce a passare al turno successivo venendo, di conseguenza, eliminata dal torneo.
Dall'anno seguente passa alla under 20, formazione con la quale disputa due campionati sudamericano di categoria consecutivi, quelli di Uruguay 2014 e di Brasile 2015. In entrambi i tornei condivide con le compagne il raggiungimento del terzo posto, fallendo quindi nel 2014 l'accesso al Mondiale Under-20, per lei 7 incontri e 2 reti nel primo e 5 con una rete nel secondo.
Sempre nel 2014 viene convocata per la prima volta con la nazionale maggiore in occasione dei X Giochi sudamericani di Santiago del Cile, dove debutta l'8 marzo nell'incontro persa per 1-0 con il Venezuela. Il commissario tecnico Fabián Taborda la inserisce nuovamente in rosa per la Copa América di Ecuador 2014 dove la Colombia, dopo aver chiuso imbattuta al primo posto il gruppo A della fase a gironi, con una vittoria, 2-1 sull'Ecuador, e due pareggi, con Argentina e Brasile entrambi a reti inviolate, si aggiudica il secondo posto dietro la Seleção.
Il risultato garantisce alla sua nazionale l'accesso al mondiale di Canada 2015, bissando così la storica qualificazione di Germania 2011, e al torneo di calcio femminile ai Giochi della XXXI Olimpiade di Rio 2016.
Taborda continua a darle fiducia inserendola nella lista delle 23 convocate in partenza per il Canada. La squadra, inserita nel gruppo F con Francia, Inghilterra e Messico, riuscì in quell'occasione ad accedere alla fase successiva come migliore terza di tutti i gironi, con 4 punti, arrivando a disputare, il 22 giugno, l'ottavo di finale perso 2-0 con gli Stati Uniti, nazionale che si sarebbe poi laureata campione del mondo. Durante il torneo Santos viene impiegata in soli due incontri e per pochi minuti: il 17 giugno nella sconfitta con le inglesi per 2-1, dove rileva all'83' Diana Ospina, e agli ottavi rilevando Daniela Montoya all'85'.
L'anno successivo, nel torneo olimpico, disputa, scendendo in campo come titolare, tutti i tre incontri della sua nazionale nella fase a gironi. In quell'occasione la Colombia, inserita nel gruppo G, perde 4-0 l'incontro inaugurale del girone con la Francia, così come, per 1-0, con la Nuova Zelanda, riuscendo poi a ottenere un solo punto, pareggiando per 2-2 l'ultima gara contro gli Stati Uniti.

## Palmarès

### Club
- Campionato colombiano femminile: 1

Santa Fe: 2017
- Supercoppa spagnola: 1

Atlético Madrid: 2021

### Nazionale
- Giochi panamericani: 1

2019